# Niclas Bergfors
Niclas Bergfors, także jako Nicklas (ur. 7 marca 1987 w Södertälje) – szwedzki hokeista, reprezentant Szwecji.
Jego bracia Henrik (ur. 1982) i Johan (ur. 1990) także zostali hokeistami.

## Kariera
- Södermanland (2001-2002)
- Södertälje SK J18 (2002-2004)
- Södertälje SK J20 (2002-2005)
- Södertälje SK (2004-2005)
- Albany River Rats (2005-2006)
- Lowell Devils (2006-2009)
- New Jersey Devils (2007-2010)
- Atlanta Thrashers (2010-2011)
- Florida Panthers (2011)
- Nashville Predators (2011)
- Florida Panthers (2011)
- Ak Bars Kazań (2011-2012)
- Siewierstal Czerepowiec (2012-2013)
- Admirał Władywostok (2013-2015)
  -  Sokoł Krasnojarsk (2015)
- Amur Chabarowsk (2015-2016)
- Linköpings HC (2016-2017)
- Djurgårdens IF (2017-)

Wychowanek klubu Södertälje SK. Od stycznia 2012 zawodnik Siewierstali Czerepowiec, występującego w rozgrywkach KHL. W maju 2012 przedłużył umowę o dwa lata. Od czerwca 2013 zawodnik Admirała Władywostok, gdzie trafił w wyniku wyboru zawodników z innych drużyn KHL. Od grudnia 2015 zawodnik Amuru Chabarowsk. Od maja 2016 zawodnik Linköpings HC. Od lutego 2017 zawodnik Djurgårdens IF.

## Sukcesy
Reprezentacyjne
- Brązowy medal mistrzostw świata juniorów do lat 18: 2005

Indywidualne
- Sezon 2004/2005: Årets Junior - Najlepszy zawodnik juniorski sezonu w Szwecji
- Mistrzostwa świata do lat 18: skład gwiazd turnieju
- AHL 2005/2006: najmłodszy zawodnik w lidze
- NHL (2009/2010): NHL All-Rookie Team